# Доктор Ху (21. сезона)
Двадесет прва сезона британске научнофантастичне телевизијске серије Доктор Ху је почела 25. новембра 1983. специјалом поводом 20-огодишњице Пет Доктора, а завршила се епизодом Недоумица близанаца. По трећи пут (први је био у 4. сезони, а други у 18.), цела екипа ТАРДИС-а се променила током једне сезоне. Џон Нејтан-Тарнер је продуцирао сезону, уз уредника сценарија Ерика Соарда.

## Улоге

### Главне
- Питер Дејвисон као Пети Доктор (епизоде 1−21)
- Колин Бејкер као Шести Доктор (епизоде 22−25)
- Џенет Филдинг као Теган Јованка (епизоде 1−13)
- Марк Стриксон као Вислор Турло (епизоде 1−17)
- Никола Брајант као Пери Браун (епизоде 18−25)

#### Доктор
Питер Дејвисон се последњи пут редовно појављује као Доктор у епизоди Пећине Андрозанија (4. део). Колин Бејкер се први пут појављује као Доктор у епизоди Недоумица близанаца (1. део).

#### Пратиоци
Џенет Филдинг (Теган Јованка) и Марк Стриксон (Вислор Турло) настављају своје улоге као пратиоци Петог Доктора у својој последњој сезони. Џенет Филдинг одлази у епизоди Васкрсење Далека (4. део), а Марк Стриксон у епизоди Ватрена планета (4. део). Нова сапутница Пери Браун коју игра Никола Брајант први пут се појављује у епизоди Планета ватре (1. део).
Андроид сапутник Камелион кога игра Џералд Флуд мења облик и појављује се у епизодама Планета ватре (1. део) и Планета ватре (2. део), иако се сам лик – заједно са другим пратиоцима Петог Доктора који су отишли до ове приче (Теган, Ниса, Адрик и Турло) – појављује на кратко док се Доктор регенерише на врхунцу епизоде Пећине Андрозанија (4. део).

### Епизодне
- Никола Брајант као Пери Браун (епизоде 14−17)
- Ентони Ејнли као Господар (епизоде 1, 14−17, 21)

Ентони Ејнли се вратио у Пет Доктора и Планети ватре као Господар, што је требало да буде његово последње појављивање. Ејнли, као и остали сапутници Петог Доктора који је отишао, праве илузорне кратка појављивања док се Доктор регенерисао.

### Гости
- Ричард Хрндал као Први Доктор (епизода 1)
- Керол Ен Форд као Сузан Форман (епизода 1)
- Патрик Траутон као Други Доктор (епизода 1)
- Фрејзер Хајнс као Џејми Мекримон (епизода 1)
- Венди Педбури као Зои Хериот (епизода 1)
- Џон Пертви као Трећи Доктор (епизода 1)
- Керолајн Џон као Лиз Шо (епизода 1)
- Николас Кортни као Бригадир Летбриџ-Стјуарт (епизода 1)
- Ричард Френклин као Капетан Мајк Јејтс (епизода 1)
- Елизабет Слејден као Сара Џејн Смит (епизода 1)
- Том Бејкер као Четврти Доктор (епизода 1)
- Џон Лисон као К9 (епизода 1)
- Лала Вард као Романа (епизода 1)
- Сара Сатон као Ниса (епизода 21)
- Метју Вотерхаус као Адрик (епизода 21)
- Џенет Филдинг као Теган Јованка (епизода 21)
- Марк Стриксон као Вислор Турло (епизода 21)
- Колин Бејкер као Шести Доктор (епизода 21)

Прошли Доктори су се вратили у специјалу поводом 20. годишњице, а Патрик Траутон и Џон Пертви се појављују као Други и Трећи Доктор. Први Доктор се враћа, али га је играо Ричард Херндал јер је изворни глумац Вилијам Хартнел умро 1975. Том Бејкер је замољен да се врати да игра Четвртог Доктора, али је одбио.
Ранији сапутници Сара Џејн Смит (Елизабет Слејден), бригадир Летбриџ Стјуарт (Николас Кортни) и Сузан Форман (Керол Ен Форд) вратили су се у специјалу за 20. годишњицу.

## Зликовци који се враћају
Киберљуди, Усамљени Далек и Јети се накратко појављују у епизоди Пет Доктора. Господар се појављује у епизоди Пет Доктора.

## Епизоде
Епизоде су се емитовале два пута недељно четвртком и петком увече, а Васкрсење Далека емитовано је две узастопне среде увече.
Васкрсење Далека планирано је као стандардни четвороделни серијал. Међутим, ББЦ-ово извештавање о Зимским олимпијским играма 1984. значило је да уобичајени термин серије није био доступан. Уместо да се одложи емитовање приче, донета је одлука да се продуцира као две епизоде двоструке дужине и да се емитује у непознатом термину у среду.
У епизоди Пећине Андрозанија (4. део) је било први пут од епизоде Десета планета (4. део) из четврте сезоне да је увођење новог доктора одржано пре последњег серијала сезоне.
| Бр. еп. (укупно) | Бр. еп. (у сезони) | Наслов                         | Редитељ          | Сценариста          | Премијера          | Гледаност у Британији (милиони) |
| --- | ------------------ | ------------------------------ | ---------------- | ------------------- | ------------------ | ------------------------------- |
| 602 | 1                  | "Пет Доктора"                  | Питер Мофат      | Теренс Дикс         | 25. новембар 1983. | 7.70                            |
| Док су Четврти Доктор и Романа заробљени у временском вртлогу, Први, Други, Трећи и Пети Доктор – заједно са многим својим пратиоцима – бивају намамљени од стране тајанственог лика у забрањену област смрти на Галифреју. Тамо се крећу према Мрачној кули у којој је покопан Расилон, наилазећи на низ својих најсмртоноснијих непријатеља на путу. Међутим, када је Пети Доктор пронашао начин да се телепортује на Капитол, он открива доказе о издајнику у Високом савету. Сви су уплетени у игру Расилона чија је награда сама бесмртност.                                |                    |                                |                  |                     |                    |                                 |
| 603 | 2                  | "Ратници из дубине (1. део)"   | Пенан Робертс    | Џони Бајерн         | 5. јануар 1984.    | 7.60                            |
| Доктор, Теган и Турло слећу унутар подморске тајне војне базе у ратној Земљи 2084. База ће бити нападнута на два фронта. Непријатељски агенти раде на елиминисању базе док се јуришни одред водених силуријанаца припрема за изненадни напад. |                    |                                |                  |                     |                    |                                 |
| 604 | 3                  | "Ратници из дубине (2. део)"   | Пенан Робертс    | Џони Бајерн         | 6. јануар 1984.    | 7.50                            |
| Таман када је Доктор добио провизорно поверење људи, силуријанска бојна крстарица се приближава. Доктор упозорава команданта Воршу да задржи ватру и открије шта желе, али да ли ће смирени командант слушати? |                    |                                |                  |                     |                    |                                 |
| 605 | 4                  | "Ратници из дубине (3. део)"   | Пенан Робертс    | Џони Бајерн         | 12. јануар 1984.   | 7.30                            |
| Како Силуријанци и Мрски ђаволи нападају ваздушне браве, саботери користе одвраћање пажње да покрену планове за онемогућавање виталних функција базе. Уз сву свађу која се одвија око њега, и мирку која производи струју на слободи, Доктор настоји да унесе мало сунца у њихове несрећне подморске животе. |                    |                                |                  |                     |                    |                                 |
| 606 | 5                  | "Ратници из дубине (4. део)"   | Пенан Робертс    | Џони Бајерн         | 13. јануар 1984.   | 6.60                            |
| Како Силуријанци контролишу базу, Иктар открива свој план за коначно решење земаљског људског проблема што Доктора представља велику моралну недоумицу. |                    |                                |                  |                     |                    |                                 |
| 607 | 6                  | "Буђење (1. део)"              | Мајкл Овен Морис | Ерик Пингл          | 19. јануар 1984.   | 7.90                            |
| ТАРДИС стиже у Мали Ходкомб. Теган жели да посети свог деду, али је он нестао. У току је и ратна игра која измиче контроли. |                    |                                |                  |                     |                    |                                 |
| 608 | 7                  | "Буђење (2. део)"              | Мајкл Овен Морис | Ерик Пингл          | 20. јануар 1984.   | 6.60                            |
| Малусу, ванземаљцу који је чисто зао, потребне су реконструкције грађанског рата да би постале аутентичне како би се могао хранити психичком енергијом умирућих и зараћених људи и потпуно оживети. Не ако доктор може да избаци ствари из колосека, наравно. |                    |                                |                  |                     |                    |                                 |
| 609 | 8                  | "Фронтиос (1. део)"            | Рон Џоунс        | Кристофер Х. Бидмид | 26. јануар 1984.   | 8.00                            |
| У далекој будућности, ТАРДИС је приморан да се сруши на планету Фронтиос где Доктор проналази нека од последњих преживелих људских бића која се савијају од бомбардовања метеоритом. |                    |                                |                  |                     |                    |                                 |
| 610 | 9                  | "Фронтиос (2. део)"            | Рон Џоунс        | Кристофер Х. Бидмид | 27. јануар 1984.   | 5.80                            |
| Након уништења ТАРДИС-а, једини део који је остао је сталак за шешире. Дакле, Турло га користи као оружје! Земљу гута Плантагенет, а Норна и Турло откривају тракторе. |                    |                                |                  |                     |                    |                                 |
| 611 | 10                 | "Фронтиос (3. део)"            | Рон Џоунс        | Кристофер Х. Бидмид | 2. фебруар 1984.   | 7.80                            |
| Покушавајући да избави Доктора из Трактаторове замке, Теган и Доктор се налазе у још већој невољи. Турло помало полуди и сматра да познаје зло Трактатора од давнина. |                    |                                |                  |                     |                    |                                 |
| 612 | 11                 | "Фронтиос (4. део)"            | Рон Џоунс        | Кристофер Х. Бидмид | 3. фебруар 1984.   | 5.60                            |
| Доктор покушава да се избори са Трактаторовим лукавим планом упркос Турлоовој најбољој интервенцији. Откривају расцепкани ТАРДИС у тунелима испод површине планете, али како ће га поново спојити? |                    |                                |                  |                     |                    |                                 |
| 613 | 12                 | "Васкрсење Далека (1. део)"    | Метју Робинсон   | Ерик Соард          | 8. фебруар 1984.   | 7.30                            |
| Временски коридор тера Доктора у лондонска пристаништа на данашњој Земљи где јединица за бомбе надгледа неке чудне, ванземаљске канистере. На другом крају, борбена крстарица покреће напад на затворску свемирску станицу у којој се налази само један затвореник - Даврос, творац Далека. |                    |                                |                  |                     |                    |                                 |
| 614 | 13                 | "Васкрсење Далека (2. део)"    | Метју Робинсон   | Ерик Соард          | 15. фебруар 1984.  | 8.00                            |
| Док Даврос покушава да реши мали проблем који су понудили Мовелани, Далеци нису занемарили Господаре времена за све своје године занимања и пажње коју су им посвећивали, надајући се да ће од Доктора и његових пратилаца учинити емисаре њихове захвалности, како би хвала им свима до краја и трајно. |                    |                                |                  |                     |                    |                                 |
| 615 | 14                 | "Планета ватре (1. део)"       | Фиона Каминг     | Питер Гримвејд      | 23. фебруар 1984.  | 7.40                            |
| Доктор и Турло стижу на Ланзароте да истраже сигнал. Турло спасава америчку студенткињу Пери Браун од скоро да се удави и открива да она поседује језгро података са Турлоове матичне планете Трион. Доктор, Турло и Пери прате сигнал до вулканске планете Сарн где урођеници обожавају бога ватре познатог као Логар и где Доктор сазнаје да се Господар случајно смањио пошто је испитивао смртоноснију варијанту свог елиминатора сабијања ткива и да је преузео контролу над Камелионом, користећи га да пронађе нумизматонски плин који ће га вратити у нормалну величину. |                    |                                |                  |                     |                    |                                 |
| 616 | 15                 | "Планета ватре (2. део)"       | Фиона Каминг     | Питер Гримвејд      | 24. фебруар 1984.  | 6.10                            |
| На вулканској планети Сарн, Турло препознаје неколико Трионских артефаката који упућују на то да је Малкон (Одабрани међу народом Сарн) његов рођени брат. У међувремену, Пери бежи од Камелиона који је скоро у потпуности поседнут од стране Господара. |                    |                                |                  |                     |                    |                                 |
| 617 | 16                 | "Планета ватре (3. део)"       | Фиона Каминг     | Питер Гримвејд      | 1. март 1984.      | 7.40                            |
| Сарно пророчанство предвиђа странца који ће доћи у помоћ људима. То је улога коју је Господа више него радо испунио, а која коначно представља Тиманова, сарнског верског вођу, необуздану подршку коју је тражио у својој кампањи да избаци невернике из свог народа. Турлоова тајна прошлост је, међутим, некако замршено уплетена у све ово, а невољност њеног откривања је довољна да угрози све пријатељске везе са Доктором. |                    |                                |                  |                     |                    |                                 |
| 618 | 17                 | "Планета ватре (4. део)"       | Фиона Каминг     | Питер Гримвејд      | 2. март 1984.      | 7.00                            |
| Док Господа, жртва сопственог покушаја да побољша своје ТЦЕ оружје, тражи рестаурацију помоћу Сарновог нумизматонског гаса, истина о Турлоовој прошлости коначно излази на видело, иако да би јемчио безбедност свог брата и народа Сарна, Турло мора да сматра великим личну жртву. |                    |                                |                  |                     |                    |                                 |
| 619 | 18                 | "Пећине Андрозанија (1. део)"  | Грејем Харпер    | Роберт Холмс        | 8. март 1984.      | 6.90                            |
| Доктор и Пери се умешају у трчање дроге након што слете на планету близнакињу Андрозани Мајнор и буду ухапшени као тркачи оружја и мета за погубљење. Међутим, Пери је налетела на неки веома отрован и смртоносан биљни свет. |                    |                                |                  |                     |                    |                                 |
| 620 | 19                 | "Пећине Андрозанија (2. део)"  | Грејем Харпер    | Роберт Холмс        | 9. март 1984.      | 6.60                            |
| Пошто су га Шарез Џек и његови андроиди спасили од погубљења, Џек се обраћа Пери и жели је заувек са собом. Салатин говори Доктору и Пери да умиру од тровања спектроком, али постоји противотров. |                    |                                |                  |                     |                    |                                 |
| 621 | 20                 | "Пећине Андрозанија (3. део)"  | Грејем Харпер    | Роберт Холмс        | 15. март 1984.     | 7.80                            |
| Пошто је побегао од опаког створења Магме, Доктор постаје заробљеник људи који гађају оружјем и одведен је код вође Андрозани. Прави Салатин враћа болесну Пери у Челак. |                    |                                |                  |                     |                    |                                 |
| 622 | 21                 | "Пећине Андрозанија (4. део)"  | Грејем Харпер    | Роберт Холмс        | 16. март 1984.     | 7.80                            |
| Челак и његови људи нападају Џекову базу. Доктор пада на брод и мора да побегне од својих отмичара како би пронашао противотров за тровање Спектроком и спасио Пери. Он то чини, али по запањујућој цени. |                    |                                |                  |                     |                    |                                 |
| 623 | 22                 | "Недоумица близанаца (1. део)" | Питер Мофат      | Ентони Стивен       | 22. март 1984.     | 7.60                            |
| Докторово расположење је широко и у збрци док се слаже у своју нову регенерацију. Са друге стране, отет је скуп генијалних близанаца чији математички прорачуни могу да манипулишу карактеристикама универзума. Ванземаљци их одмах стављају на посао са још непознатим циљем. |                    |                                |                  |                     |                    |                                 |
| 624 | 23                 | "Недоумица близанаца (2. део)" | Питер Мофат      | Ентони Стивен       | 23. март 1984.     | 7.40                            |
| Доктор води Пери до Титана 3, пусте стене у свемиру где се нада да ће неко време наћи самоћу. Уместо тога, он проналази усамљеног, али несвесног преживелог након недавне несреће свемирског брода у виду комплекса у облику хумка где не би требало да постоји формална структура. |                    |                                |                  |                     |                    |                                 |
| 625 | 24                 | "Недоумица близанаца (3. део)" | Питер Мофат      | Ентони Стивен       | 29. март 1984.     | 7.00                            |
| Доктор стиже на Јаконду, некада бујну и зелену, али је проналази потпуно опустошену од огромних пужева. Старе легенде о планетарним полу-људима/полу-пужевима ипак нису биле само митови. Са или без помоћи Доктора и његових непредвидивих промена расположења, поручник Ланг је спреман за спасавање близанаца који су коначно обавештени о великој сврси коју су довели у Јаконду да остваре. |                    |                                |                  |                     |                    |                                 |
| 626 | 25                 | "Недоумица близанаца (4. део)" | Питер Мофат      | Ентони Стивен       | 30. март 1984.     | 6.30                            |
| Доктор и Еџворт закључују да прави план Местора, гастроподног владара Јаконде, неће само уништити Јаконду, већ ће довести до разарања других планета. Заједно се надају да ће га осујетити упркос његовој огромној способности да уђе у умове људи и да их контролише. |                    |                                |                  |                     |                    |                                 |

## Продукција
Током ове сезоне, уводна шпица је мало измењена у последњем серијалу Недоумица близанаца и коришћена је даље током мандата Колина Бејкера као Шестог Доктора до краја 23. 14-оепизодне сезоне.

## Емитовање
Цела сезона је емитована од 25. новембра 1983. до 30. марта 1984. Емитовање је померено на четвртак и петак, изузев епизода Васкрсење Далека (1. део) и Васкрсење Далека (2. део) које су емитоване у две епизоде двоструке дужине средом и епизоде Пет Доктора која је емитована у петак.

## Напомена
1. ↑  Епизода Пет доктора је први пут емитована у Сједињеним Државама 23. новембра 1983. године, на тачан дан 20. годишњице програма.